# Tvrtko Vujity
Tvrtko Vujity, cu ortografie croată: Tvrtko Vujić (n. septembrie 24 1972, Pécs –) este un scriitor, jurnalist și personalitate de televiziune de etnie croată din Ungaria. Pâna la vârsta de 17 ani acesta a purtat numele de Szilárd Balogh, deoarece, în perioada în care s-a născut, în Ungaria a fost interzisă purtarea numelor etnice. Mai târziu și-a preluat numele actual: Tvrtko fiind varianta în limba croată a numelui Szilárd și Vujity fiind numele de familie al mamei sale.

## Familia
Este căsătorit cu Gyöngyi Zsolnay, celebră jucatoare de baschet, selectionată în echipa națională a Ungariei de 110 ori și câștigătoare a zece trofee naționale. Cei doi au trei copii: Benjamin Vujity-Zsolnay (n. 2002), Barnabás Vujity- Zsolnay (n. 2003) și Bendegúz Vujity-Zsolnay.

## Cariera
După absolvirea liceului în orașul natal, a studiat jurnalistica în Statele Unite, la Secția de comunicare a Universității din Miami. A lucrat la diferite cotidiene, la Radio Ungaria și la Televiziunea Maghiară. Tvrtko Vujity a fost consulul oficial în Ungaria (2003- 2007) al campaniei Uniunii Europene împotriva discriminării.
Până în momentul de față, în Ungaria i-au fost publicate nouă volume, care s-au vândut în apropare 750.000 de exemplare. Cărțile seriei Povestiri diabolice - Povestiri angelice au fost traduse în diferite limbi, obținând succese în mai multe țări. Călătorii în infern este primul volum tradus în limba română.